# Thomas Hutchins
Thomas Hutchins (1742? — 7 de julho de 1790) foi um médico e naturalista britânico.